# 板谷祐
板谷 祐（いたや たすく、1969年10月12日 - ）は、日本のヴォーカリスト、ミュージシャン。ロックバンドTHE SLUT BANKSのメンバー。

## 来歴
- 1987年、ロックバンド"G-KILL"(後のZI:KILL)加入。
- 1991年、ZI:KILLのヴォーカリストとしてTUSK名義でメジャーデビュー。ほぼ全楽曲の作詞を手掛ける。
- 1993年、初のソロ写真集「自滅回路」発売。同年、HIDEとの共演による映像作品「Seth et Holth」（セス･エ･ホルス）発売。
- 1994年、ZI:KILL解散。
- 1996年、TUSK名義で、初のソロアルバム「3 SONGS」発売。山本恭司、戸城憲夫、菊地哲が演奏を手掛ける。
同年、「AMNESIA」（アムネジア）として6曲入りのミニアルバム「AMNESIA」を発売。演奏はそうる透、GEORGE、人時、SHOJI、ホッピー神山が担当。
- 1996年、戸城憲夫率いるロックバンドTHE SLUT BANKSに加入。
- 2000年、6月 THE SLUT BANKS脱退、ほぼ同時にCRAZEに加入、自らリーダーの座を志願[3]。
- 2005年、8月 CRAZE脱退、翌年1月にCRAZEは解散。当時は引退宣言をしていた。
- 2007年、3月 新宿心音会板谷祐としてアコースティックギターの弾き語りスタイルでのライヴ活動を開始する。
- 2007年、12月 THE SLUT BANKS再結成。
現在に至るまで、新宿心音会板谷祐とTHE SLUT BANKSの活動を並行して行っている。
- 2018年、4月18日 テレビ番組「ソノサキ」にヴィジュアル系の伝説として出演。

## 人物
- ヴィジュアル系出身であり、ZI:KILL在籍時は派手な髪型・メイクをしていたが、解散後～THE SLUT BANKSの頃には短髪にタオルと、CRAZEではさらに坊主頭、無精髭、Tシャツといったラフなスタイルとなった。

## ディスコグラフィ
TUSKソロ作品
アルバム
- 3 SONGS（1996年3月16日　KING RECORDS　KICS528） ミニアルバム
山本恭司（G）、戸城憲夫（Ba）、菊地哲（Dr）が参加。

映像作品
- 自滅回路 TUSK in New York Winter 1992「ぼくだけの物語」（1992年　FC限定　ZOOM REPUBLIC NETWORK　ZV-0001）

写真集
- 自滅回路 Self-Destruction Circuit (1993年4月6日　音楽専科社)
ZI:KILL在籍時に発表されたTUSKソロ写真集。撮影はハービー山口。

## その他の作品
ZI：KILL
HIDE+TUSK
- Seth et Holth (1993年9月29日　KING RECORDS　VHS：KIVM-48　LaserDisc：KILM-23) 
ZI:KILL時代のTUSKがX JAPAN時代のHIDEと共演した映像作品。企画、原案、主演は共同で担当し、TUSKが歌と作詞を担当、HIDEが作曲と演奏を担当。カラー45分。

AMNESIA
- AMNESIA（1996年3月25日　TDK　TDCT-1124） ミニアルバム
TUSK（Vo）、そうる透（Dr）、GEORGE（Ba）、人時（Ba）、SHOJI（G、Key）、ホッピー神山（Piano）が参加。

THE SLUT BANKS
CRAZE
新宿心音会板谷祐
- CD「LC-TRACKS and LC-GIG-TAKES」
- DVD「LC-GIG-39 FILM 20070817 at 新宿RuidoK4」
- DVD「Sketch Show」
- DVD「2009.10.23 柏Thumb Up」
- DVD「2010.10.10 岐阜飛騨岡 「船津座」」
- DVD「2010.05.21 目黒ライブステーション」
- DVD「2013.01.17 Kichijoji MANDALA」
- DVD「2014.01.09 EXPLOSION KAGURAZAKA」
- DVD「20150202 池袋手刀」
- DVD「KICHIJOJI ROCK JOINT GB 20160925」
ライブ会場で会場限定DVDなど販売。

地獄ヘルズ
- 地獄ヘルズ（2017年）1000枚限定 紙ジャケ仕様
- 地獄のロックンロールファイヤー（2018年3月14日）
- LOVE ＆ MADNESS（2018年6月15日）DVD付き

## 参加作品
- 異邦人 (ALIEN) / kyo (1994年10月21日　BMG VICTOR)
  - ＃3『恍惚』でchorus参加
- Sion tribute ain't nothig you can do / V.A（1995年6月10日　BISHAMON）
  - ＃8『調子はどうだい』（「THE戒厳令」のメンバーとして参加）
- CRAZE / BE CRAZY (1995年9月21日　KING RECORDS)
  - ＃8『[D]ear [C]ool DEAD』＃10『TO THE NIGHT』でchorus参加
- CRAZE / THAT'S LIFE (1996年11月17日　KING RECORDS)
  - chorusで参加
- LOVE & FAKE / P.A.F. (1998年2月21日　UNIVERSAL VICTOR)
  - ＃4『YOU KEEP SNOWIN'』